# آناستناریا

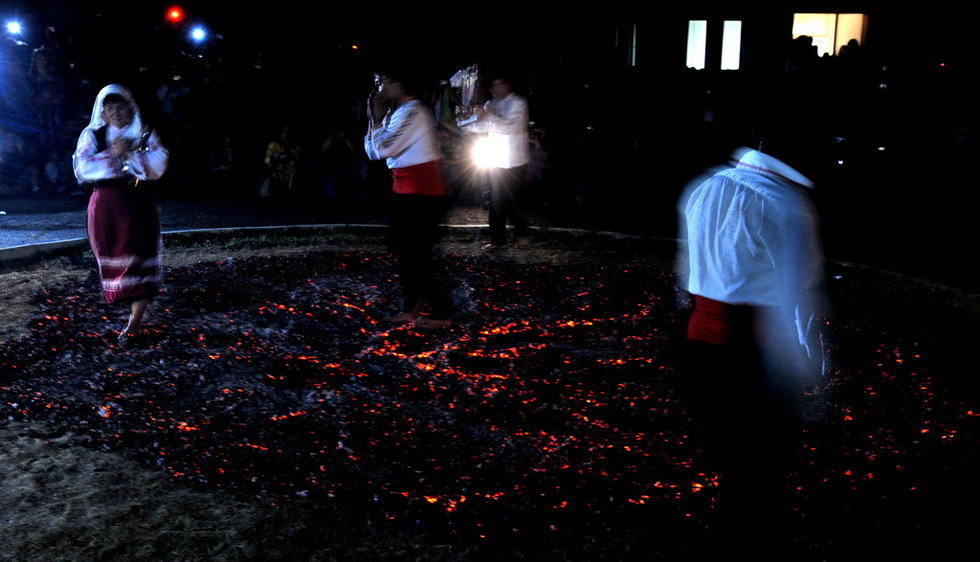
آیین آتش‌روی آناستناریا

آناستناریا (یونانی: Αναστενάρια، بلغاری: Нестинарство)؛ یک آیین سنتی و مراسم آتش‌روی و رقص است که در برخی از روستاهای یونان شمالی و جنوب بلغارستان اجرا می‌شود.